# Samopal typu 100
Typ 100 byl standardní samopal japonské císařské armády. Byl navržen v roce 1939 a vyřazen v roce 1945 japonskou kapitulací. Japonských samopalů nebylo moc. Palebnou sílu Japonců tvořil hlavně počet pušek a kulomety. Šlo spíše o odpověď na západní samopaly.

## Vývoj
V roce 1920 byl vydán příkaz na vývoj japonského samopalu. K tomuto projektu se přihlásila firma Nambu. Bylo zhotoveno více prototypů, byly však příliš nedokonalé. Pak byla použita konstrukce německého samopalu MP 28. V roce 1939 byla zhotovena zkušební série zhruba 200 samopalů. Samopal byl oficiálně přijat do vyzbroje v roce 1940 a zhotoveno bylo zhruba dalších 800 kusů. V roce 1944 padlo rozhodnutí rozběhnout  hromadnou produkci zjednodušených samopalů typu 100.